# 두만강선
두만강선(豆滿江線)은 함북선의 물골역과 두만강역을 잇는 9.4km의 철도 노선이다. 러시아의 하산 역으로 이어진다. 4선궤로 되어 있다.
청라선이 완공되기 전인 1959년 처음 개통했을 때는 물골역 대신 홍의역으로 연결되었으며, 현재 홍의역과 적지역 구간은 홍의선으로 분리되었다. 2008년 10월 4일 라진 - 하산 구간의 보수 공사가 착공되어, 러시아 철도공사와 조선민주주의인민공화국의 합작 회사가 약 90억 루블을 들여 2013년 9월 23일 완공되었다.

## 역목록
| 역명                    | 로마자 역명 | 한자 역명 | 접속 노선          |
| ----------------------- | ----------- | --------- | ------------------ |
| 물골                    | Mulgol      |           | 함북선             |
| 적지                    | Chŏkji      | 赤池      | 홍의선             |
| 두만강                  | Tumangang   | 豆滿江    |                    |
| 조선-로씨야 우정의 다리 |             |           |                    |
| 하산                    | Khasan      | Хасан     | 바라놉스키-하산 선 |

## 같이 보기
- 조선-러시아 우정의 다리
- 바라놉스키-하산 선